# Antinferno

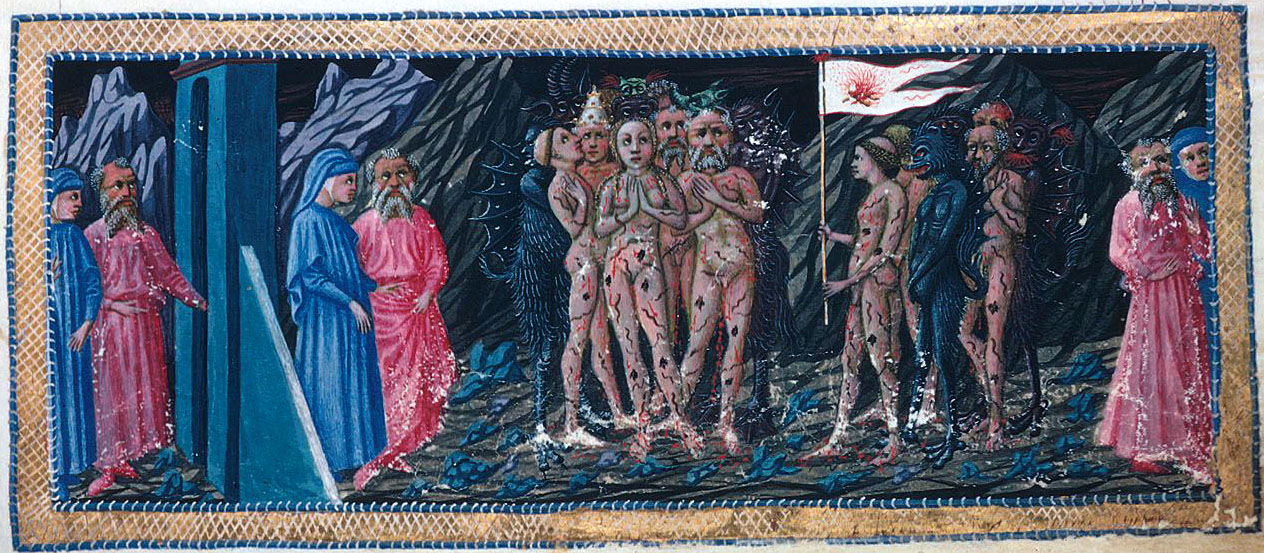
Dante e Virgilio incontrano gli ignavi, illustrazione di Priamo della Quercia

Si intende con Antinferno il luogo dell'oltretomba che precede l'entrata dell'Inferno vero e proprio.

## Nell'Eneide
Publio Virgilio Marone nel sesto libro dell'Eneide presenta il viaggio di Enea nell'oltretomba: durante questo viaggio, Enea ha modo di visitare anche il «vestibolo» prima di attraversare l'Acheronte e di superare la porta dove si trova il guardiano degli inferi, Cerbero. Nel vestibolo Enea vede tutta una serie di personificazioni dei mali dell'uomo, come Paura, Fame, Miseria, Morte, Dolore, Sonno e Guerra e nel mezzo un immenso olmo sotto le cui foglie sono appesi i sogni fallaci; sulle rive dell'Acheronte, poi, si trovano tutte le anime di coloro che non hanno ricevuto sepoltura, e che devono quindi attendere 100 anni prima di venire ammessi negli inferi: tra esse Enea incontra il suo nocchiero Palinuro.

## NellaDivina Commedia
Dante Alighieri, sulla scorta di Virgilio ma non solo, presenta pure un Antinferno nei primi canti dell'Inferno, compreso tra la porta dell'Inferno e il fiume Acheronte, dove si trovano le anime degli ignavi che a suo parere non meritano nemmeno di entrare nell'Inferno: a essi infatti dedica pochissimi versi del canto III.
Gli ignavi non sono propriamente colpevoli di aver fatto del male, in quanto appunto non fecero niente, e per questo non fanno parte della suddivisione in cerchi dell'Inferno: se non commisero male è solo per viltà, la stessa viltà per la quale non fecero neanche il bene: con loro infatti sono puniti gli angeli che rimasero neutrali nella rivolta di Lucifero contro Dio; essi sono condannati a correre vanamente, dietro un'insegna che non rappresenta nulla, mentre vengono punti da vespe che li fanno sanguinare, e mangiati nei piedi da vermi attirati dal sangue per contrappasso al non essere mai stati attivi, al non aver mai seguito nessun ideale, al non aver mai preso chiaramente posizione. Dante vede qui punito colui «che fece per viltade il gran rifiuto»: diverse ipotesi tentano di identificare quest'«ombra» come Esaù o Ponzio Pilato, ma la più nota riguarda Celestino V.